# Mimosa antioquensis
Mimosa antioquensis är en ärtväxtart som beskrevs av Velva Elaine Rudd. Mimosa antioquensis ingår i släktet mimosor, och familjen ärtväxter. Inga underarter finns listade i Catalogue of Life.